# Кубок світу з біатлону 2020—2021 — етап 6
Шостий етап Кубка світу з біатлону 2020—21 відбувався в Обергофі, Німеччина, з 13 по 17 січня 2021 року. До програми етапу було включено 6 гонок: спринтерські гонки та гонки з масовим стартом, а також естафети серед чоловіків і жінок.

## Переможці та призери

### Чоловіки
| Гонка:            | Золото:                                                          | Час                                           | Срібло:                                                                       | Час                                           | Бронза:                                                            | Час                                                       |
| Спринт 10 км      | Йоганнес Тінгнес Бо Норвегія                                     | 24:43.6 (0+0)                                 | Стурла Гольм Легрейд Норвегія                                                 | 24:56.0 (0+0)                                 | Арнд Пайффер Німеччина                                             | 25:11.5 (0+0)                                             |
| Мас-старт 15 км   | Тар'єй Бо Норвегія                                               | 37:41.9 (0+0+0+1)                             | Фелікс Ляйтнер Австрія                                                        | 37:45.5 (0+0+0+0)                             | Беньямін Вегер Швейцарія                                           | 37:49.7 (0+0+0+0)                                         |
| Естафета 4х7,5 км | Франція Сімон Детьє Кантен Фійон Майє Фаб'єн Клод Емільєн Жаклен | 1:22:28.0 (0+1) (0+1) (0+0) (0+0) (0+1) (0+1) | Норвегія Ветле Шостад Крістіансен Йоганнес Дале Тар'єй Бо Йоганнес Тінгнес Бо | 1:22:32.2 (0+0) (0+1) (1+3) (0+0) (0+0) (0+0) | Італія Томас Бармоліні Лукас Гофер Томаззо Джакомел Домінік Віндіш | 1:23:34.6 (0+0) (0+1) (0+0) (0+0) (0+2) (0+0) (0+0) (0+2) |

### Жінки
| Гонка:            | Золото:                                                             | Час                                                       | Срібло:                                                             | Час                                                       | Бронза:                                                           | Час                                                       |
| Спринт 7,5 км     | Тіріль Екгофф Норвегія                                              | 22:33.8 (1+0)                                             | Доротея Вірер Італія                                                | 22:43.1 (0+0)                                             | Ліза-Тереза Гаузер Австрія                                        | 22:46.4 (0+0)                                             |
| Мас-старт 12,5 км | Жулья Сімон Франція                                                 | 40:11.1 (0+1+2+0)                                         | Франциска Пройс Італія                                              | 40:15.0 (1+0+1+0)                                         | Ганна Еберг Швеція                                                | 40:22.8 (1+0+1+1)                                         |
| Естафета 4х6 км   | Німеччина Ванесса Гінц Яніна Геттіх Денізе Геррманн Франциска Пройс | 1:14:31.5 (0+0) (0+0) (0+0) (0+3) (0+1) (0+1) (0+0) (0+0) | Білорусь Ірина Кривко Дінара Алімбекова Ганна Сола Олена Кручинкіна | 1:14:48.9 (0+1) (0+1) (0+2) (0+0) (0+2) (0+1) (0+0) (0+2) | Швеція Мона Брурссон Лінн Перссон Ельвіра Карін Еберг Ганна Еберг | 1:15:07.2 (0+0) (0+0) (0+0) (0+1) (0+3) (0+1) (0+0) (0+0) |